# Vinnycja
Vinnycja (in ucraino Вінниця?, ; in russo Винница?, Vinnica) è una città ucraina (369 739 abitanti), nel distretto di Vinnycja, nell'oblast' di Vinnycja. Ospita l'amministrazione dell'oblast' di Vinnycja, del distretto di Vinnycja e della comunità territoriale di Vinnycja, una delle comunità territoriali dell'Ucraina.
Fino al 18 luglio 2020 Vinnycja costituiva una città di rilevanza regionale e fungeva da centro amministrativo del distretto di Vinnycja  sebbene non appartenesse al distretto. Come parte della riforma amministrativa che ha ridotto a sei il numero dei distretti dell'oblast' di Vinnycja, la città fu integrata nel distretto di Vinnycja.
Vinnycja è una città situata sulle rive del fiume Buh Meridionale nell'Ucraina centrale. Fa parte della regione storica della Podolia.
A partire dalla fine della Seconda guerra mondiale, Vinnycja è stata sede di una grande base militare aeronautica, comprendente una pista attrezzata, un ospedale, arsenali e altre installazioni militari. Il quartier generale dell'Aeronautica militare ucraina ha sede qui dal 1992.

## Geografia fisica

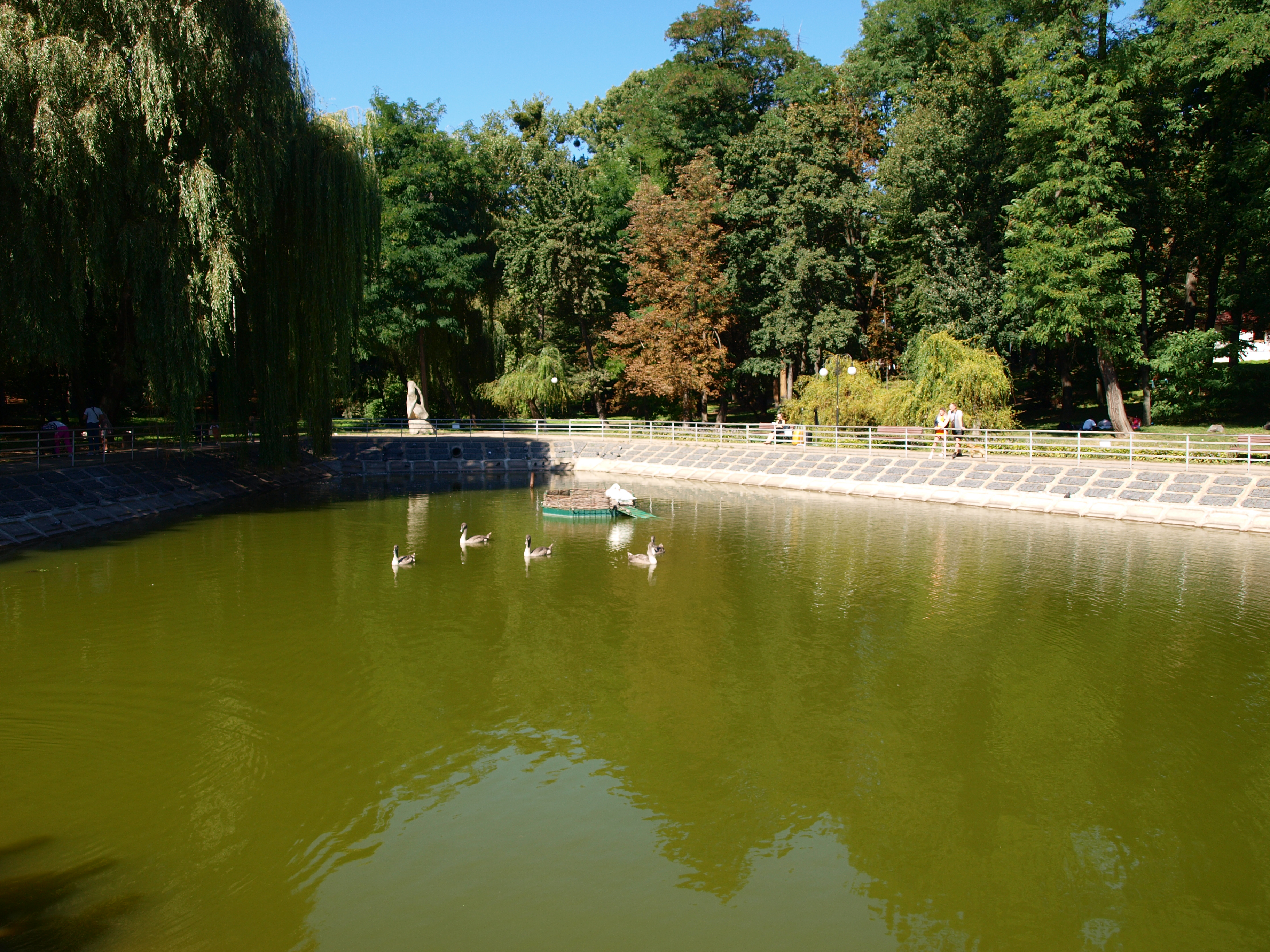
Parco cittadino

### Territorio
Vinnycja è collocata nella parte elevata della regione della Podolia su un altopiano ondulato di composizione granitica: il Ripiano Podolico. Si trova 260 km ad Ovest di Kiev, 429 km da Odessa e 369 km da Leopoli.

### Clima
Caratteristiche di Vinnycja sono l'estate lunga, calda e piuttosto umida e un inverno relativamente corto. La temperatura media di gennaio è di -5,8 °C e +18,3 °C a luglio. La precipitazione media annua è di 638 mm.
In media si hanno dai 6 ai 9 giorni di neve l'anno, dai 37 ai 60 di nebbia d'inverno, dai 3 ai 5 di temporali con grandine.
| Vinnycja (1991-2020) Fonte: | Mesi         | Mesi         | Mesi         | Mesi         | Mesi        | Mesi        | Mesi        | Mesi        | Mesi        | Mesi         | Mesi         | Mesi         | Stagioni | Stagioni | Stagioni | Stagioni | Anno  |
| Vinnycja (1991-2020) Fonte: | Gen          | Feb          | Mar          | Apr          | Mag         | Giu         | Lug         | Ago         | Set         | Ott          | Nov          | Dic          | Inv      | Pri      | Est      | Aut      | Anno  |
| --------------------------- | ------------ | ------------ | ------------ | ------------ | ----------- | ----------- | ----------- | ----------- | ----------- | ------------ | ------------ | ------------ | -------- | -------- | -------- | -------- | ----- |
| T. max. media (°C)          | −1,4         | 0,2          | 6,0          | 14,3         | 20,1        | 23,6        | 25,6        | 25,2        | 19,4        | 12,7         | 5,4          | 0,0          | −0,4     | 13,5     | 24,8     | 12,5     | 12,6  |
| T. media (°C)               | −3,8         | −2,7         | 1,9          | 9,1          | 14,7        | 18,2        | 20,0        | 19,4        | 14,1        | 8,1          | 2,5          | −2,3         | −2,9     | 8,6      | 19,2     | 8,2      | 8,3   |
| T. min. media (°C)          | −6,2         | −5,4         | −1,6         | 4,3          | 9,3         | 13,1        | 14,8        | 13,9        | 9,3         | 4,3          | 0,0          | −4,5         | −5,4     | 4,0      | 13,9     | 4,5      | 4,3   |
| T. max. assoluta (°C)       | 11,6 (1984)  | 17,3 (1990)  | 22,3 (1974)  | 29,4 (2012)  | 32,2 (1950) | 35,0 (1963) | 37,8 (1936) | 37,3 (2012) | 36,5 (2015) | 28,6 (1942)  | 19,9 (2010)  | 15,4 (2008)  | 17,3     | 32,2     | 37,8     | 36,5     | 37,8  |
| T. min. assoluta (°C)       | −35,5 (1940) | −33,6 (1937) | −24,2 (1964) | −12,7 (1944) | −2,8 (1999) | 2,5 (1937)  | 5,2 (1942)  | 1,5 (1971)  | −4,5 (1977) | −11,4 (1947) | −24,6 (1942) | −27,2 (1969) | −35,5    | −24,2    | 1,5      | −24,6    | −35,5 |
| Nuvolosità (okta al giorno) | 7,8          | 7,4          | 6,9          | 6,4          | 5,7         | 5,8         | 5,6         | 5,0         | 5,7         | 6,1          | 7,6          | 8,1          | 7,8      | 6,3      | 5,5      | 6,5      | 6,5   |
| Precipitazioni (mm)         | 29           | 31           | 32           | 40           | 54          | 87          | 73          | 54          | 61          | 35           | 35           | 35           | 95       | 126      | 214      | 131      | 566   |
| Giorni di pioggia           | 7            | 6            | 10           | 13           | 14          | 15          | 15          | 10          | 12          | 11           | 12           | 9            | 22       | 37       | 40       | 35       | 134   |
| Nevicate (cm)               | 12           | 12           | 9            | 0            | 0           | 0           | 0           | 0           | 0           | 0            | 1            | 6            | 30       | 9        | 0        | 1        | 40    |
| Giorni di neve              | 16           | 16           | 11           | 3            | 0,1         | 0,0         | 0,0         | 0,0         | 0,0         | 1,0          | 8,0          | 14,0         | 46,0     | 14,1     | 0,0      | 9,0      | 69,1  |
| Giorni di nebbia            | 6            | 5            | 5            | 2            | 1           | 2           | 1           | 1           | 3           | 5            | 8            | 8            | 19       | 8        | 4        | 16       | 47    |
| Umidità relativa media (%)  | 85           | 83           | 78           | 68           | 66          | 72          | 72          | 71          | 76          | 80           | 86           | 88           | 85,3     | 70,7     | 71,7     | 80,7     | 77,1  |
| Vento (direzione-m/s)       | W 4,1        | W 4,2        | W 4,1        | E 3,8        | NW 3,4      | NW 3,1      | NW 3,1      | NW 2,9      | NW 3,3      | W 3,5        | W 3,9        | W 3,9        | 4,1      | 3,8      | 3,0      | 3,6      | 3,6   |

## Storia
La città fu fondata nel 1363. Vinnycja è stata un importante centro commerciale e politico fin dal XVI secolo. La città ha giocato un ruolo significativo sia durante le guerre dei Cosacchi sia nella Seconda guerra mondiale. 
Tra il settembre 1941 ed il gennaio 1942 le Einsatzgruppe D, reparto delle SS, e i collaborazionisti ucraini sterminarono i 30.000 ebrei residenti in città e nei suoi dintorni. Una foto, denominata L'ultimo ebreo di Vinnitsa, che testimonia uno dei momenti del massacro, è divenuta una delle foto simbolo dell'Olocausto.
Nel 1943 i tedeschi scoprirono le tombe delle vittime delle Grandi purghe di pochi anni prima. Adolf Hitler aveva il suo avamposto più orientale in Europa vicino alla città (l'FHQ Wehrwolf) e vi trascorse alcune settimane fra il 1942 e il 1943.
Durante l'invasione russa dell'Ucraina del 2022 la città è stata bombardata nel marzo 2022 con poche conseguenze, ma nel 14 luglio 2022 è stata colpita da alcuni missili lanciati da sottomarini russi nel mar Nero, che hanno distrutto edifici civili e causato vittime, tra cui alcuni bambini.

## Monumenti e luoghi d'interesse

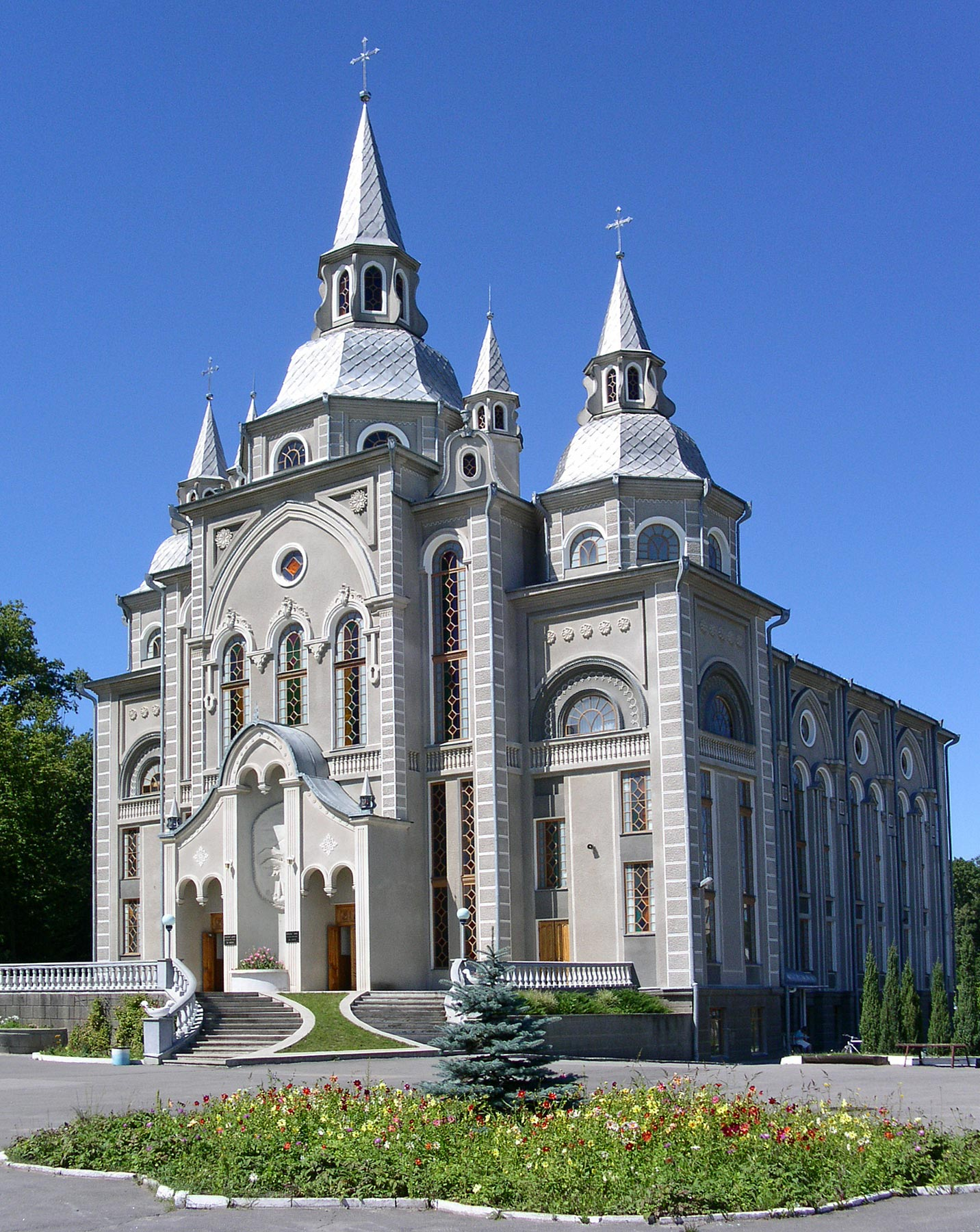
Chiesa Battista di Vinnycja

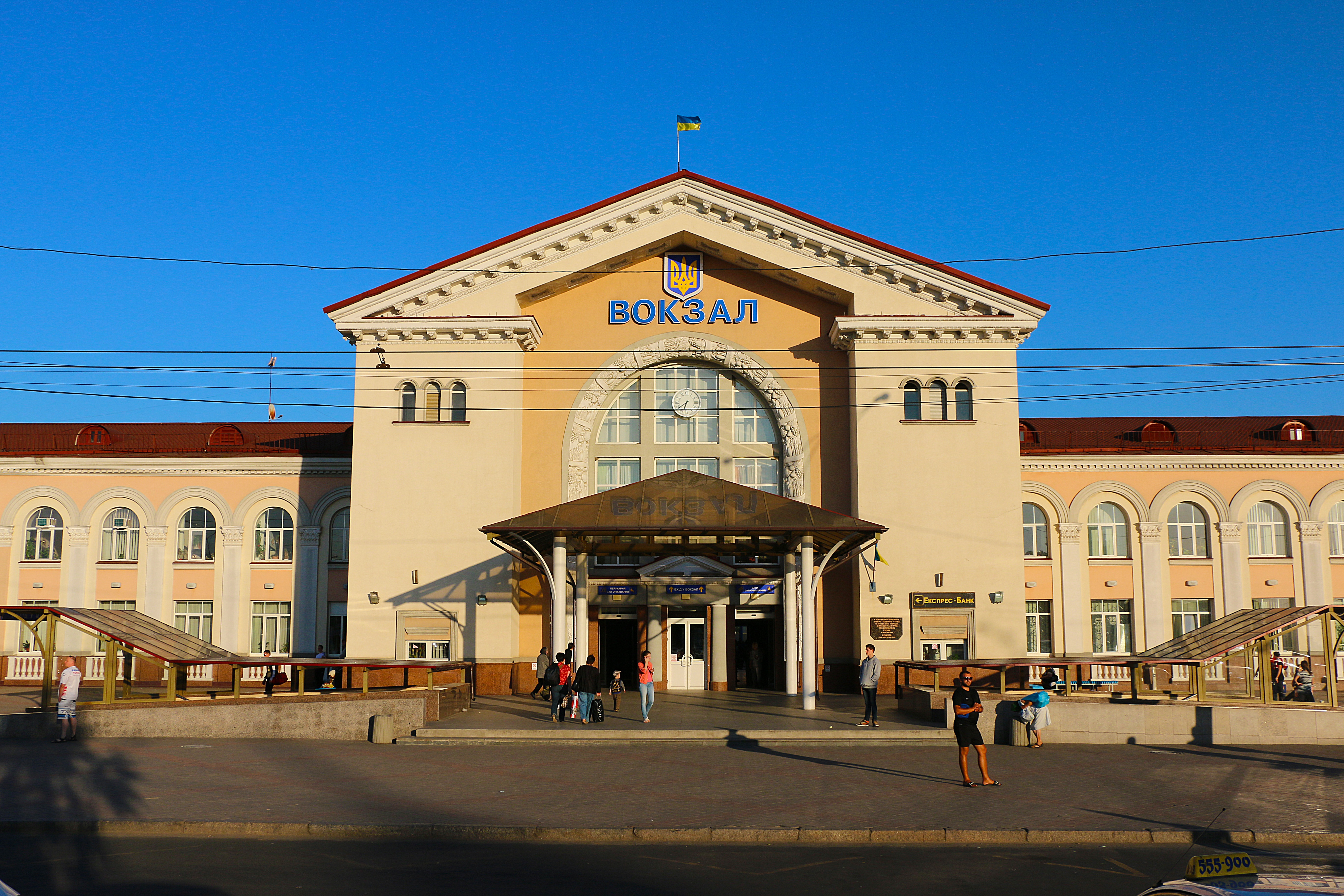
Stazione ferroviaria di Vinnycja

### Architetture religiose
- Chiesa battista, una delle più grande chiese protestanti di tutta Europa.

### Architetture civili
- Torre di Vinnycja, che ha ospitato il museo regionale di Vinnycja con mostre permanenti e temporanee. Il museo ha una sezione che ricorda la guerra afghana e la mostra comprende foto, lettere e altri oggetti appartenuti ai soldati che combatterono in quella guerra.
- Museo regionale di Vinnycja.[10]
- Parco della Memoria della guerra slava con la grande statua che rappresenta tre diversi soldati della Seconda guerra mondiale. Una fiammella sempre accesa arde di fronte alla statua.

## Infrastrutture e trasporti

### Ferrovie
La città è collegata alla rete ferroviaria nazionale tramite la stazione di Vinnycja.

### Aeroporti
Vinnycja è servita dall'omonimo aeroporto.

### Mobilità urbana
Oltre alla rete tranviaria la mobilità urbana è resa possibile anche da una rete di autobus urbani e filobus.

## Amministrazione

### Gemellaggi
- Kielce
- Peterborough
- Birmingham (Alabama)
- Iași[11]
- Rîbnița
- Bursa
- Vinica (Macedonia del Nord)

## Sport

### Calcio
La squadra principale della città è il Profesional'nyj Futbol'nyj Klub Nyva.